# The Girl of the West (film 1911)
The Girl of the West è un cortometraggio muto del 1911 scritto, prodotto, interpretato e diretto da Gilbert M. 'Broncho Billy' Anderson.

## Produzione
Il film fu prodotto dalla Essanay Film Manufacturing Company. Venne girato in California, ad Alma e a Los Gatos.

## Distribuzione
Distribuito dalla General Film Company, il film uscì nelle sale cinematografiche USA il 14 gennaio 1911.